# Palača sonca Kumsusan
Palača sonca Kumsusan, prej Spominska palača Kumsusan, včasih imenovana tudi Mavzolej Kim Il-sunga in Kim Džong-ila, je stavba v severovzhodnem delu mesta Pjongjang, ki služi kot mavzolej za Kima Il-sunga, ustanovitelj Severne Koreje, in za njegovega sina Kima Džong-ila, oba posmrtno imenovana za večna predsednika oziroma večna generalnega sekretarja Severne Koreje.   
Palača je bila zgrajena leta 1976 kot skupščina Kumsusan in je služila kot uradna rezidenca Kim Il-sunga. Po smrti starejšega Kima leta 1994 je Kim Džong-il dal zgradbo obnoviti in preoblikovati v očetov mavzolej. Menijo, da je obnova stala vsaj 100 milijonov dolarjev. Nekateri viri navajajo številko celo do 900 milijonov dolarjev. V notranjosti palače je balzamirano truplo Kim Il-sunga v prozornem steklenem sarkofagu. Njegova glava leži na tradicionalni korejski ajdovi blazini, truplo pa pokriva zastava Korejske delavske stranke. Truplo Kima Džong-ila je zdaj na ogled v sobi blizu očetovega trupla in postavljena na zelo podoben način. Njegovo truplo je eno največjih turističnih znamenitosti v državi.
Palača sonca Kumsusan je s 115.000 kvadratnih čevljev (10.700 m2) največji mavzolej, posvečen komunističnemu voditelju, in edini, v katerem so posmrtni ostanki več ljudi. Nekatere dvorane v stavbi so dolge tudi do 1 kilometer. Pred njim je velik kvadrat, dolg približno 500 metrov. Na severni in vzhodni strani jo omejuje jarek.

## Galerija
- Porterta dveh voditeljev na steni nad vhodom
- Kip Kim Il-sunga iz belega marmorja v palači sonca Kumsusan. Od takrat so ga nadomestile velikanske voščene podobe obeh voditeljev.